# Vitamina E

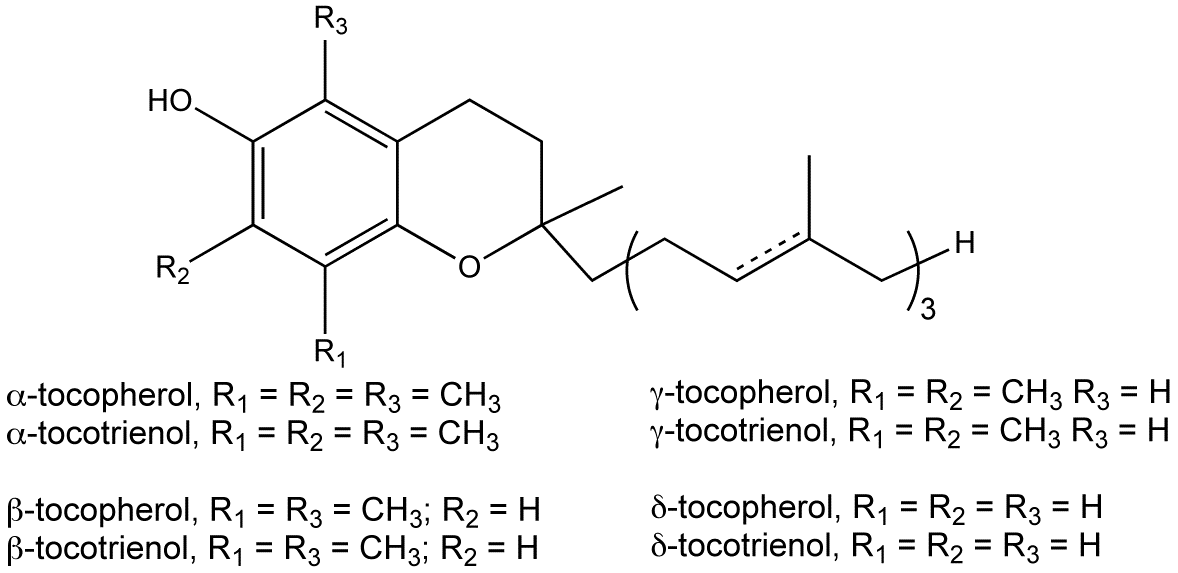
Vitamina E. Grupo de entidades químicas.

A vitamina E apresenta um papel fundamental na proteção do organismo contra os efeitos prejudiciais das espécies reativas de oxigênio (EROS) que são formadas metabolicamente ou encontradas no ambiente. Os danos oxidativos induzidos nas células e tecidos têm sido relacionados com a etiologia de várias doenças e podem ser inibidos pela ação antioxidante dessa vitamina, juntamente com a glutationa, a vitamina C e os carotenoides constituindo um dos principais mecanismos da defesa endógena dos organismos.

## Metabolismo

### Absorção, Transporte, Armazenamento e Excreção
A vitamina E é absorvida na porção superior do intestino delgado por difusão dependente da ação dos sais biliares, formação de micelas, e incorporação aos quilomícrons nos enterócitos para posterior transporte via sistema linfático.  Por meio da ação da lipase lipoproteica (LPL), parte dos tocoferóis transportados nos quilomícrons é captada pelos tecidos extra-hepáticos, e os quilomícrons remanescentes transportam o restante dos tocoferóis ao fígado, onde, pela ação da proteína transportadora de α-tocoferol (α-TTP), a maior parte deste é incorporada nas lipoproteínas de muito baixa densidade (VLDL-c). Alguns fatores dietéticos têm sido apontados como redutores da biodisponibilidade da vitamina E. Tem-se estabelecido que, tanto em animais quanto em humanos, um aumento na ingestão de lipídios insaturados, especialmente os ácidos graxos polinsaturados (AGPI), acelera a depleção e aumenta os requerimentos de vitamina E devido ao fato de os AGPIs estarem concentrados, preferencialmente, nas membranas celulares, onde eles têm uma capacidade de “sequestrar” certa quantidade de vitamina E para manter sua estabilidade oxidativa e armazená-la parte no fígado.
A eficiência de absorção da vitamina E parece ser maior quando solubilizada em micelas contendo triglicerídios com ácidos graxos de cadeia média, quando comparada aos de cadeia longa. O tocoferol é oxidada a tocoferil quinona biologicamente inativa, que pode ser reduzida em tocoferil hidroquinona. Os conjugados do ácido glicurônico são secretados na bile, tornando a excreção nas fezes a principal via de eliminação da vitamina E, uma porção muito pequena é excretada na urina como metabólitos hidrossolúveis de cadeia lateral (ácido tocoferônico e tocoferonolactona).

## Funções

### Ação Antioxidante
A vitamina E é o antioxidante mais importante na célula. Localizada na porção lipídica das membranas celulares, ela protege os fosfolipídios insaturados da membrana da degeneração oxidativa dos EROS. (4) O conteúdo de vitamina E determina a suscetibilidade das membranas sofrerem com o dano provocado pelos radicais livres.
A ação antioxidante da vitamina E é explicada pelo fato de fornecer H+ para as membranas celulares, impedindo as reações em cadeias que se propagam neste ambiente. São produzidos intermediários secundários, os hidroperóxidos lipídicos, que podem ser decompostos em radicais peroxila e alcoxila, levando a uma cadeia ininterrupta de reações de peroxidação lipídica. A vitamina E pode modular a arteriosclerose por outros mecanismos, incluindo a inibição da adesão e a redução do dano oxidativo de células imunes e endoteliais, além de inibir o estresse oxidativo celular.
A vitamina E pode reagir com O2, OH e ROO. Uma de suas funções mais importantes é a inibição da peroxidação lipídica, ao doar H+ para os radicais produzidos, evitando a ação danosa sobre as proteínas e as bases nitrogenadas do DNA. Após a neutralização dos radicais livres, o alfa-tocoferol é convertido em alfatocoferil, que não tem ação antioxidante. O alfa-tocoferil, na presença de selênio ou enxofre, pode reagir com o ubiquinol, com o ascorbato ou com a glutationa reduzida e retornar à forma alfa-tocoferol, enquanto ocorre a formação de ubiquinona, ascorbil ou glutationa oxidada,respectivamente. 
Possui ainda função inibidora de proliferação celular, agregação plaquetária e adesão de monócitos. O gama-tocoferol, por exemplo, possui ação anti-inflamatória e antineoplásica. Já os tocotrienóis, além dessas funções, também são neuroprotetores.

### Vitamina E relacionada com o tratamento e prevenção do Mal de Alzheimer e Doença de Parkinson
Estudos demonstram que o estresse oxidativo pode contribuir para o processo patológico da doença de Alzheimer. A doença de Alzheimer se caracteriza principalmente por quadro demencial progressivo com comprometimento inicial da memória para fatos recentes seguido de deterioração das funções cognitivas. Evidencia-se que o estresse oxidativo e o acúmulo de radicais livres estejam envolvidos na fisiopatologia da doença devido à peroxidação lipídica excessiva, que pode acelerar a degeneração neuronal. Nesse contexto a vitamina E que é um composto nutricional que funciona como um antioxidante responsável pela varredura de radicais livres no organismo, tem sido de grande interesse na utilização durante o tratamento dessa desordem.
Recentemente foi constatado que uma dieta rica em vitamina E pode proteger contra o mal de Parkinson, de acordo com estudo da Universidade de Queen, no Canadá, publicado na revista Lancet Neurology.

## Fonte
A vitamina E ocorre naturalmente em alimentos de origem vegetal, principalmente nos vegetais verde-escuros, nas sementes oleaginosas, nos óleos vegetais e no germe de trigo, além de estar presente também em alimentos de origem animal, como gema de ovo e fígado. A recomendação de consumo da vitamina E, de acordo com as Recomendações de Ingestões Diárias (Dietary Reference Intakes), estabelecidas em 2000, preconiza que a Recomendação Dietética Permitida (Recommended Dietary Allowance) leve em conta exclusivamente o α-tocoferol, com a finalidade de manter sua concentração plasmática. Para alcançar a atual recomendação (DRI, 2000) é necessário ingerir grande quantidade de alimentos ricos em ácidos graxos insaturados, o que, consequentemente, aumentará a necessidade de vitamina E para prevenir a oxidação. Uma dieta rica em frutas e hortaliças e reduzida em gorduras, provavelmente, contém menos de 15mg de α-tocoferol, a não ser que haja aumento da ingestão de óleos, nozes e cereais integrais. 
Nos Estados Unidos, os alimentos que fornecem o maior percentual de vitamina E ingerida pelas crianças de 2 a 18 anos são margarina, o grupo dos bolos, pães e biscoitos, nozes, tomates, óleos, batata do tipo chips, leite e ovos, com uma contribuição variando de 3,9% a 10,7% da ingestão diária. Para os adultos, os grupos das frutas, hortaliças e óleos contribuem cada um com 20,0% da recomendação dessa vitamina. 

### Toxicidade
A alta ingestão de vitamina E pode acarretar em alterações nos mecanismos de coagulação (trombocitopenia e risco de hemorragia cerebral), náuseas, cefaleia, fadiga, hipoglicemia e alterações na função neutrofílica risco de cucefalia,

### Deficiência
A baixa ingestão de vitamina E causa agregação plaquetária, anemia hemolítica, degeneração neuronal (pois causa lesão na bainha de mielina) e redução de creatinina sérica. A depleção prolongada causa lesões musculares e esqueléticas e alterações hepáticas. A deficiência pode ser provocada por desordens como a má absorção de gorduras (fibrose cística, síndrome do intestino curto e colestase). 

## Pesquisas recentes
Um alto consumo de vitamina A, farelo de trigo e pectina também têm sido apontados como redutores da biodisponibilidade da vitamina E. Já a presença da vitamina E, ingerida conjuntamente com a vitamina A, aumenta a absorção dessa última, sendo que seu efeito antioxidante protetor nos lipídios carreadores da vitamina A pode ser uma das explicações desse fenômeno.
No Brasil, ainda não foi feito nenhum estudo amplo para avaliar o consumo alimentar de vitamina E pela população. Os dados dos últimos levantamentos de disponibilidade domiciliar de alimentos, incluídos na Pesquisa de Orçamento Familiar (POF 2002-2003), mostram o consumo de alguns alimentos fontes, sem quantificar o teor de vitamina E ingerido. Estudos analisados por Guinazi indicaram um consumo expressivo de alimentos fontes de vitamina E, como ovos e óleos (4,3 e 7,5kg/per capita/ano, respectivamente). Entretanto, o consumo de hortaliças folhosas revelou uma média diária de apenas 7,7g, o que corresponde a 2,8kg/per capita/ano. Por outro lado, Nilson & Piza relataram um baixo consumo de vitamina E pela população brasileira. 
Os estudos de fortificação alimentar ressaltam a importância da fortificação com nutrientes, especialmente ferro, vitamina A e iodo, que estão relacionados a carências nutricionais que acometem grande parte da população mundial, principalmente nos países em desenvolvimento e subdesenvolvidos. A fortificação de alimentos com vitamina E, bem como com outros nutrientes relacionados à prevenção e ao controle das doenças crônicas não transmissíveis, ainda não é comum, até mesmo porque não há consenso sobre a dose a ser consumida para alcançar tais efeitos. Entretanto, em muitas populações é necessário ingerir alimentos fortificados com vitamina E para alcançar a sua recomendação.